# زهرا باقری
زهرا باقری (زاده ‎۱۵ بهمن ۱۳۷۵) کوراش‌کار و جودوکار زن اهل ایران است.
وی در بازی‌های آسیایی ۲۰۲۲ موفق به کسب مدال نقره وزن ۸۷ کیلوگرم زنان شده‌است.

## فعالیت ورزشی

### ۲۰۱۴: برنز آسیا
باقری در رقابت های قهرمانی آسیا ۲۰۱۴ در هنگ کنک شرکت نمود و به نشان برنز وزن ۷۰ کیلوگرم دست یافت.

### ۲۰۱۶: برنز آسیا
باقری در سپتامبر ۲۰۱۶ در مسابقات قهرمانی آسیا گوچی بری دومین بار به نشان برنز مسابقات دست یافت.

### ۲۰۱۷: برنز آسیا
زهرا باقری در وزن منهای ۷۸ کیلوگرم در مسابقات قهرمانی آسیا بیشکک ۲۰۱۷ به روی تاتامی رفت. وی در دور نخست استراحت داشت و در دور دوم به مصاف حریف ژاپنی خود رفت و نتیجه را واگذار کرد. در دور رده بندی باقری با حریفی از کشور میزبان رقابت کرد و در لحظات پایانی با ضربه فنی حریف قرقیزستانی خود را شکست داد. وی با کسب این عنوان برای سومین بار مدال برنز آسیا را برای ایران به ارمغان آورد.